# Стома

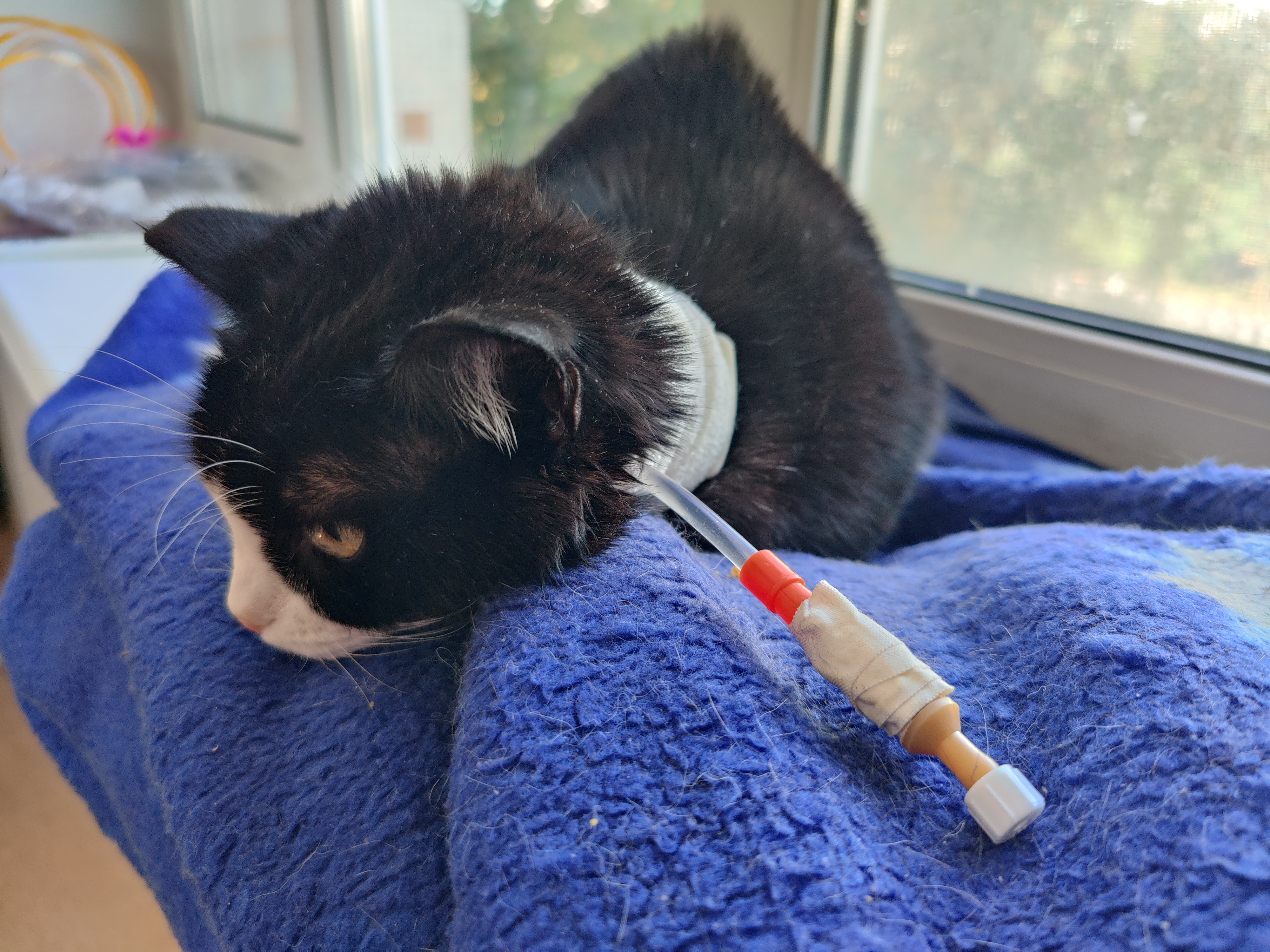

Стома (переклад з грец., «отвір») — це штучний отвір, сформований на передній черевній стінці, унаслідок хірургічного втручання, наприклад, для виведення калових мас або сечі.
Кишкову стому часто називають штучним заднім проходом (лат. anus preter naturalis), тому що випорожнення кишечнику відбувається не через природний задній прохід, а через отвір, сформований на передній черевній стінці.
Стомовані люди не можуть контролювати процес дефекації або сечовипускання. Для збору виділень зі стоми — калових мас або сечі, використовують спеціальні засоби — калоприймачі та сечоприймачі.

## Перелік
Хірургічні операції, при яких накладають стому:
- Дакріоцисторіностомія[en]
- Езофагостомія
- Трахеостомія
- Вентрикулостомія[en]
- Стоми ШКТ:
  - Гастростомія[en]
  - Підшкірна ендоскопічна гастростомія[en] (PEG)
  - Гастроентеростомія
  - Холецистостомія
  - Гепатопортоенетеростомія[en]
  - Дуоденостомія
  - Єюностомія[en]
  - Ілеостомія[en]
  - Цекостомія[en]
  - Колостомія[en]
- Стоми сечовивідної системи, уростомія:
  - Нефростомія[en]
  - Уретростомія[en]
  - Цистостомія (vesicostomy):
    - Надлобкова цистостомія

## Види стом
За тривалість періоду, на який виведена стома, розрізняють
- Постійну (пожиттєву) стому, яка не може бути ліквідованою в процесі подальшого лікування пацієнта
- Тимчасову стому, яка може бути «закрита» через певний проміжок часу, унаслідок успішного лікування

Залежно від того, який відділ кишки був виведений на передню черевну стінку для формування стоми, розрізняють такі види кишкових стом:
- Колостома (калостома) — при виведенні товстої кишки на поверхню шкіри
- Ілеостома — при виведенні тонкої кишки на поверхню шкіри

Також розрізняють стоми:
- Одноствольні — через отвір у черевній стінці виводиться один стовбур кишки
- Двоствольні — через отвір у черевній стінці виводиться два стовбури кишки
  - Петльові двоствольні (два стовбури кишки перебувають у безпосередній близькості один до одного та виведені через один отвір)
  - Роздільні двоствольні (два стовбури кишки виведені на певній відстані один від одного та виведені через два різні, не з'єднані отвори)

## Причини формування стоми
Причинами формування стоми можуть бути такі захворювання:
- колоректальний рак або сечового міхура
- дивертикуліт
- травми, пошкодження
- вроджені аномалії
- хронічна кишкова непрохідність
- неспецифічний виразковий коліт
- хвороба Крона
- вроджений сімейний поліпоз
- нориці (фістули)
- нетримання сечі
- тощо.

## Реабілітація людей, яким накладено стому
Реабілітація таких хворих неможлива без наявності сучасних технічних засобів реабілітації (кало- та уроприймачі) та забезпечення їхнього отримання пацієнтами. Державне забезпечення таких хворих технічними засобами реабілітації, як інвалідів, загалом регулюються Законом України про основи соціальної захищеності інвалідів в Україні, стаття 38: «Послуги з соціально-побутового і медичного обслуговування, технічні та інші засоби (протезно-ортопедичні вироби, ортопедичне взуття, засоби пересування, у тому числі крісла-візки з електроприводом, автомобілі, індивідуальні пристрої, протези очей, зубів, щелеп, окуляри, слухові і голосоутворювальні апарати, сурдотехнічні засоби, мобільні телефони та факси для письмового спілкування, ендопротези, сечо- та калоприймачі тощо) надаються інвалідам та дітям-інвалідам безкоштовно або на пільгових умовах за наявності відповідного медичного висновку» та Наказом № 623 Міністерства охорони здоров'я «Про затвердження форм індивідуальної програми реабілітації інваліда, дитини-інваліда та Порядку їх складання».
На сьогодні в Україні не існує офіційного реєстру хворих, яким накладено стому. За підрахунками онкологічної та проктологічної служб та згідно з епідеміологічними та популяційними даними — таких пацієнтів в Україні може нараховуватись близько 70 000 осіб.